# Rigelnik
Rigelnik je priimek več znanih Slovencev:
- Herman Rigelnik (*1942), gospodarstvenik in politik